# S.V.P.
Die Société des Voitures Populaires war ein französischer Hersteller von Automobilen.

## Unternehmensgeschichte
Das Unternehmen aus Paris begann 1905 mit der Produktion von Automobilen. Der Markenname lautete SVP. 1906 endete die Produktion.

## Fahrzeuge
Das einzige Modell 8 CV war ein Kleinwagen. Für den Antrieb sorgte ein Zweizylindermotor. Der Motor war vorne im Fahrzeug montiert und trieb die Hinterachse an. Die offene Karosserie bot Platz für zwei Personen.